# Клинт Хауард
Клинтон Енгл „Клинт” Хауард (енгл. Clinton Engle "Clint" Howard; рођен 20. априла 1959, Бербанк, Калифорнија), амерички је позоришни, филмски и ТВ глумац.
Отац му је био познати епизодни глумац Ренс Хауард, док му је брат познати редитељ и глумац Рон Хауард. Братаница му је позната глумица Брајс Далас Хауард.